# Obština Blagoevgrad
Obština Blagoevgrad (bulharsky Община Благоевград) je bulharská jednotka územní samosprávy v Blagoevgradské oblasti. Leží v jihozápadním Bulharsku u hranic se Severní Makedonií, v pohořích Vlachina (na západě) a Rila (na východě) a v mezilehlém Blagoevgradském údolí. Správním střediskem je město Blagoevgrad, kromě něj zahrnuje obština 25 vesnic. Žije zde zhruba 72 tisíc stálých obyvatel.

## Sídla
- Bălgarčevo[p 1]
- Belo Pole[p 1]
- Bistrica[p 1]
- Blagoevgrad[p 2] (sídlo správy)
- Bučino
- Cerovo
- Dăbrava[p 1]
- Debočica
- Delvino
- Drenkovo
- Elenovo[p 1]
- Gabrovo
- Gorno Chărsovo
- Izgrev[p 1]
- Klisura
- Leško[p 1]
- Lisija
- Logodaž[p 1]
- Marulevo[p 1]
- Moštanec
- Obel
- Padeš[p 1]
- Pokrovnik[p 1]
- Rilci[p 1]
- Selište[p 1]
- Zelendol[p 1]

## Sousední obštiny
| Růžice kompasu | Nevestino           | Kočerinovo | Rila   | Růžice kompasu |
| Růžice kompasu |                     | Sever      | Razlog | Růžice kompasu |
| Růžice kompasu | Obština Blagoevgrad |            | Razlog | Růžice kompasu |
| Růžice kompasu | Jih                 |            | Razlog | Růžice kompasu |
| Růžice kompasu | Simitli             |            |        | Růžice kompasu |

## Obyvatelstvo
V obštině žije 71 943 stálých obyvatel a včetně přechodně hlášených obyvatel 110 317 Podle sčítáni 1. února 2011 bylo národnostní složení následující:
- Bulhaři: 68 702 (95.9 %)
- Romové: 1 836 (2.6 %)
- Turci: 126 (0.2 %)
- ostatní: 982 (1.4 %)